# Zygaena ephialtes
Zygaena ephialtes is een dagactieve nachtvlinder uit de familie Zygaenidae, de bloeddrupjes. De spanwijdte bedraagt ongeveer 35 millimeter.
Waardplanten van de rups zijn Securigera varia en Coronilla emerus. 
De vlinder komt voor in Europa.